# Cunene (provincie)
Cunene is een zuidcentraal gelegen provincie van Angola. Cunene grenst in het westen, het noorden en het oosten respectievelijk aan de provincies Namibe, Huíla en Cuando Cubango. In het zuiden grenst de provincie aan buurland Namibië. Cunene ligt aan de noordzijde van de Kunene-rivier die de grens met Namibië vormt. Van Huíla werd Cunene in 1975 afgesplitst. De provincie heeft een droog tropisch klimaat.

## Gemeenten
- Cahama
- Kuvelai
- Namakunde
- Santa-Clara
- Xangongo

## Economie
- Landbouw:maïs, tarwe, suikerriet, druiven en tabak.
- Grondstoffen: goud, ijzer, koper en mica.
- Industrieën: hout en bouwmaterialen.